# Basilobelba werneri
Basilobelba werneri är en kvalsterart som beskrevs av Sandór Mahunka 1982. Basilobelba werneri ingår i släktet Basilobelba och familjen Basilobelbidae. Inga underarter finns listade.